# Habanos
Habanos S.A. és una empresa cubana de fabricació de tabac que dirigeix la promoció, distribució i exportació de cigars, i altres productes relacionats amb el món del tabac, de Cuba a tot el món. Es va fundar l'any 1994. La propietat d'Habanos es reparteix a parts iguals entre l'empresa estatal Cubatabaco i la multinacional espanyola Altadis. Habanos comercialitza les marques Cohiba, Montecristo, Bolívar, Partagàs i Romeo y Julieta, entre d'altres. El 2023, la Corporació Habanos S.A. va assolir una facturació rècord d'ingressos de 721 milions de dòlars amb un augment del 31% respecte de l'any anterior a causa de l'increment de la demanda mundial de productes de luxe.

## Història
Habanos és propietària de totes les marques comercials de cigars i cigarrets de fabricació cubana i de la cadena de botigues La Casa Del Habano. Per a controlar la distribució i protegir-se de la falsificació, Amb presència en més de 130 països dels cinc continents, Habanos exporta només a una empresa de cada país (Hunters & Frankau per a Gran Bretanya i Gibraltar, 5th Avenue Cigars per a Alemanya, Intertabak per a Suïssa, Pacific Cigar Co. per a la major part dea Vora del Pacífic, etc. .). L'únic estat al qual Habanos no ven cigars són els Estats Units d'Amèrica a causa del bloqueig econòmic que sostenen contra Cuba des de 1962.

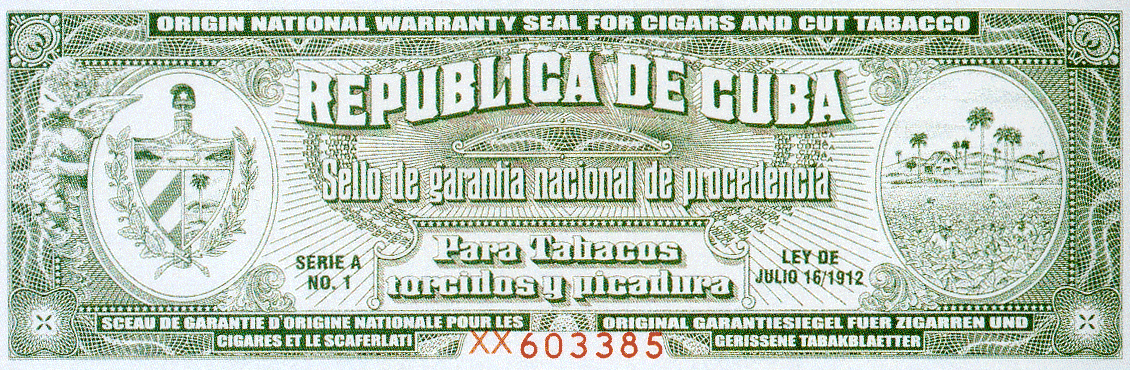
Segell de garantia de qualitat

L'any 2000, la multinacional francoespanyola Altadis va comprar el 50% d'Habanos S.A. Altadis va ser adquirida per Imperial Tobacco el febrer de 2008. El maig de 2019 Imperial Tobacco va anunciar la seva intenció de vendre la seva divisió de cigars premium, inclosa la seva participació a Habanos S.A. Un any més tard, Imperial Brands va anunciar la venda d'Habanos S.A. mitjançant dues transaccions diferents per un total de 1.225 milions d'euros.